# Sebastian Castellio
Sebastian Castellio (francouzský Sébastien Castellion nebo Châteillon; 1515 Saint-Martin-du-Fresne, Savojsko – 29. prosince 1563 Basilej) byl francouzský humanistický učenec, filozof a protestantský teolog. Jako obránce svobody vyznání a svědomí proti Janu Kalvínovi vytvořil ve svých spisech teorii náboženské a všeobecné duchovní tolerance. Vytvořil překlad bible do latiny (vydáno r. 1551) a do francouzštiny (1555).

## Život
Castellio pocházel z chudé rodiny. Jeho rodiště patřilo k oblastem, do kterých od středověku utíkali pronásledovaní Valdenští. Hans Rudolf Guggisberg se proto domnívá, že Castellio mohl vyrůstat v prostředí ovlivněném valdenskou tradicí. Castellio sám mluvil o svém otci jako o nábožensky nevzdělaném a nevyjadřoval se k tomu, kde a kdy se dostal do kontaktu s reformátorskými myšlenkami. V roce 1535 odešel do  Lyonu, který byl v té době centrem humanismu. Také Martin Luther tam nalezl, nejprve bez potíží s francouzskou vládou a katolickou církví, své přívržence. Castellio studoval na Collège de la Trinité latinu, řečtinu a hebrejštinu. Ke své mateřské francouzštině ovládal navíc také italštinu a později se naučil i německy. Jako student psal latinské básně.

### Ženeva
V lednu 1540 došlo v Lyonu k prvnímu upálení hugenotů jakožto kacířů.  Castellio se na základě tohoto zážitku definitivně přiklonil k reformaci, opustil Lyon a odešel do Štrasburku, kde po svém vypovězení z Ženevy vyučoval a kázal Jan Kalvín. Ještě před svým návratem do Ženevy v roce 1541 zařídil Kalvín Castelliovi místo rektora na ženevské latinské škole a kazatele na předměstí Ženevy. Brzy došlo k prvním konfliktům s Kalvínem, který nechtěl schválit překlad bible do francouzštiny a latiny. Překlad bible do francouzštiny už provedl jeho synovec. Učebnice Dialogi sacri, dramatické zpracování biblických příběhů pro výuku latiny, se naopak setkala s velkým ohlasem a dočkala se 47 vydání.
Krátce poté byla odmítnuta Castelliova žádost o lépe placené místo kazatele. Teologické a osobní spory s Kalvínem vedly nakonec roku 1544 k obžalobě před radou, protože Castellio údajně ohrožoval jednotu pastorace. Kritizoval totiž kněze, kteří během morové epidemie v lednu 1543 opustili město, místo aby pomáhali nemocným. Castellio odešel ze svého úřadu, dříve než rada ustoupila Kalvínovi. 30. května 1544 byl oficiálně propuštěn. Kalvin dal Castelliovi na jeho žádost osvědčení, v němž jeho prohřešek zdůvodnil mylnými teologickými názory. Tak měl Castellio nejen popírat Kristův sestup do pekel, ale také zastávat názor, že  Píseň písní by měla být jakožto erotická báseň vypuštěna z biblického kánonu. Kalvín v tomto osvědčení výslovně potvrdil příkladný Castelliův soukromý život. Tato Kalvinem podepsaná listina je dodnes vystavena v basilejské knihovně. Ovšem v dopise Farelovi, který napsal den poté, Kalvín označil Castellia za schizmatika.

### Basilej
I přes Kalvínovo potvrzení nemohl Castellio dlouho najít odpovídající zaměstnání. Se svou ženou a nejstarší dcerou odešel do Basileje, kde ovšem nenašel žádné místo kazatele a stěží uživil svoji početnou rodinu jako korektor tiskaře Johanna Oporinuse, překládal, dával domácí hodiny. 13. října 1546 se zapsal na basilejskou univerzitu (Sebastianus Castalio, Sabaudus Burgiensis dioec. – eodem die [Octobr. 13] – 6 ß). 1. srpna 1553 dosáhl hodnosti magister artium. Teprve v roce 1553 se stal profesorem klasické řečtiny na artistické fakultě univerzity v Basileji. Během svého působení v Basileji vydal díla Xenofónova, Homérova a dalších starořeckých spisovatelů a také středověké náboženské spisy Thomase Kempena Theologia deutsch a  De Imitatio Christi.
Roku 1551 zveřejnil Castellio na základě svých dřívějších prací latinský překlad bible s podrobnými komentáři, roku 1555 následoval překlad do francouzštiny. Latinský překlad věnoval mladému anglickému králi Eduardu VI. V předmluvě se poprvé vyslovil pro náboženskou toleranci, aniž by ovšem použil tento výraz. V obou překladech se snažil více o krásu jazyka než o doslovnou interpretaci, protože inspirovat nemají písmena, ale smysl. Tomuto cíli obětoval některé odborné teologické výrazy, proto platil v Ženevě za kacíře. Například to, že místo obvyklého církevního výrazu baptismus pro křest zvolil v latině formulaci lotio  – omývání, znamenalo pro Bèzeho důkaz jeho znevažování svátosti. Také ze strany římsko-katolické církve sklidil Castellio kritiku. Cítil se oprávněn hájit svůj překlad v dalším kratším spisu. Do jeho pobytu v 'Basileji spadá také přepracování latinských překladů starořeckých autorů a sebraných spisů: Sibyllino oraculum, vydané roku 1546 u Johanna Oporinuse v Basileji, Herodotovy Dějiny, které vyšly v prvním vydání roku 1559 u Heinricha Petriho v Basileji,  Diodorova díla s Diktysem Krétským a  Darésem Fryžským v dodatku u Petriho, jakož i Homérova díla v prvním vydáni z roku1561 u Nicolause Brylingera.

### Střet sKalvínem

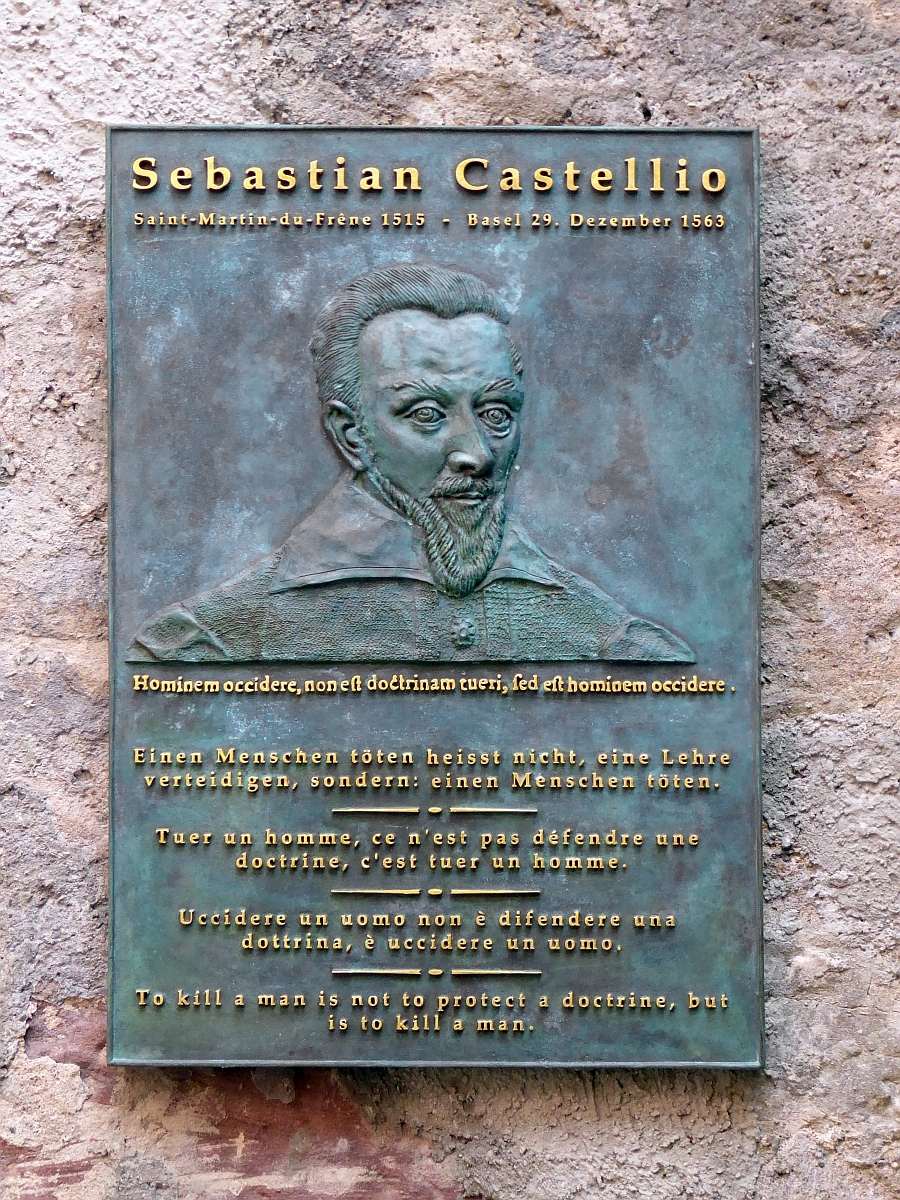
Pamětní deska Sebastiana Castellia ze 4. listopadu 2016

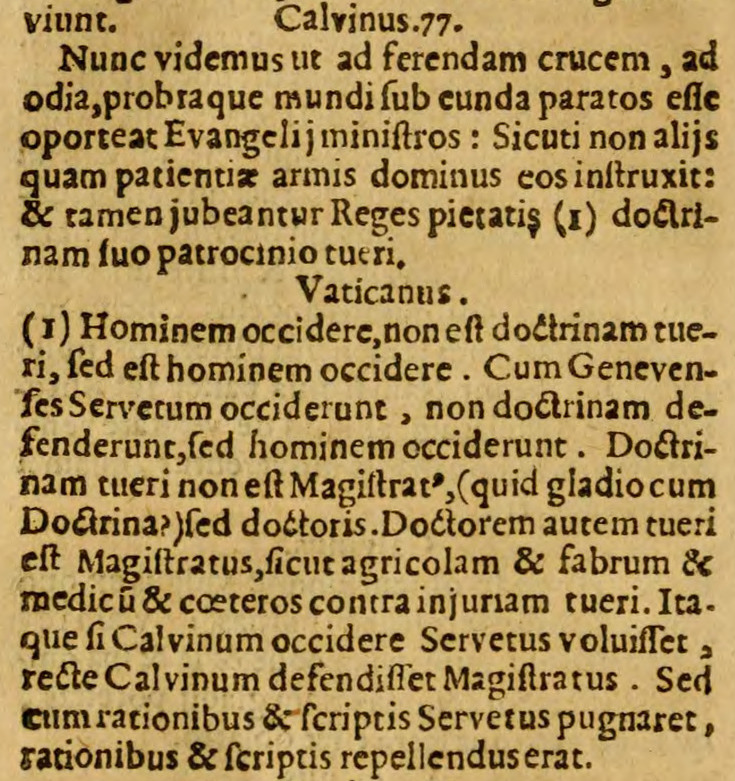
Úryvek z díla Sebastiana Castellia Contra libellum Calvini

Především byl ale Castelliův život ovlivněn konfliktem s Kalvínem. Spor vyvrcholil 27. října 1553 upálením Michaela Serveta na Champelu před ženevskými branami jako kacíře. Kalvín ospravedlňoval tuto popravu v díle Defensio orthodoxae fidei de sacra Trinitate („Obrana pravé víry v Nejsvětější Trojici“). Castellio, který Servetova díla vůbec nečetl, reagoval na tuto událost ještě v prosinci ve stejném roce anonymně vytištěným dílem Historia de morte Serveti. Za několik měsíců později odpověděl na Kalvínovu obhajobu – pravděpodobně podporován Leliem Sozzinim a Celiem Secondou Curionem – vydáním knihy De haereticis, an sint persequendi („Zda kacíři mají být pronásledováni a jak by se s nimi mělo nakládat podle názoru mnoha starých, jakož i nových autorů“). Traktát zahrnuje texty, které se vyslovují proti trestu smrti pro kacíře – kromě jiného od Johanna Chrysostoma, svatého Augustina i Jeronýma, Martina Luthera (O světské vrchnosti), Erasma z Rotterdamu a dokonce samotného Kalvína (Komentář o Senecovi De Clementia z roku 1532). Castellio sepsal úvod pod pseudonymem Martinus Bellius – od tohoto pseudonymu byl ve spisech odpůrců Castelliových názorů a jejich zástupců odvozen pojem bellianismus. Dílo bylo věnováno vévodovi Christophu von Württemberg. Na polemické spisy Kalvína a Bèzeho odpověděl kromě jiného knihou Contra Libellum Calvini (Proti Kalvínově knížce). V tomto spise popřel právo světské moci násilím bojovat proti odchylkám od církevní nauky. „Zabít člověka, to nikdy neznamená hájit nějaké učení, nýbrž zabít člověka.“  „Svou víru totiž nechráníme tím, že dáme upálit jiného člověka, ale tím, že se pro ni necháme sami upálit.“ Církev smí proti odchylným argumentům používat jen duchovní zbraně (jak uvádí Pavel z Tarsu), totiž přesvědčování. Také nedělá dobrý dojem na „Turky a Židy“, když „ti, kteří vyznávají Krista, jsou samotnými křesťany zabíjení ohněm, vodou a mečem bez jakéhokoli slitování a je s nimi nakládáno ukrutněji než se zloději a loupežníky“. Tím se reformovaná církev neliší od římskokatolické inkvizice. Ve své argumentaci se Castellio odvolával na Ježíšovo podobenství o pleveli mezi pšenicí. Křesťané nesmějí svévolně předcházet Poslednímu soudu. Kvůli obraně Serveta a jiných takzvaných kacířů a také kvůli svému výkladu bible byl Castellio Kalvínem tak nenáviděn, že ho Kalvín označil za „nástroj Satana“. Jeho překlad bible byl zakázán.
V malém spisku Conseil a la France désolée (Rada utrápené Francii) Castellio vybízí ke smírnému urovnání rozkolu mezi katolíky a hugenoty ve Francii. Dovozuje, že ani jedno, ani druhé učení není samo o sobě bludné – nesprávná a zločinná že je vždycky jen snaha přimět někoho násilím k víře, ve kterou nevěří. Takovýto návrh dohody mezi katolíky a protestanty je v Ženevě chápán jako zločin.
V posledních letech svého života kritizoval Castellio zejména Kalvínovo učení o predestinaci, které vyvracel ve svém nedokončeném díle Dialogi quatuor. Rostoucí vliv kalvinismu zabránil zveřejnění jeho posledního díla De arte dubitandi („O umění pochybovati“), které bylo kompletně vydáno teprve roku 1981. V něm se projevuje jako předchůdce racionalismu, protože staví rozum nad dogma a například svaté přijímání vnímá jako ryze symbolické.  Tlak na něho byl tak silný, že Castellio uvažoval o odchodu do Polsko-litevské unie, kde za Zikmunda II. Augusta nacházeli útočiště nábožensky pronásledovaní.. Roku 1563 se Bèze se svým spisem obrátil na basilejské kazatele. Vinil v něm Castellia z mnoha nejrůznějších herezí a kontaktu s anababtistou Davidem de Jorisem, který žil v letech 1544 až 1556 pod falešným jménem v Basileji. V listopadu 1563 byla podána obžaloba, proti níž se Castellio bránil svým spisem datovaným 24. listopadu 1563. Jeho předčasná smrt ho zachránila před možným odsouzením nebo vystěhováním. Byl pohřben v katedrále v Basileji v klášterní chodbě. Tři jeho žáci dali na vlastní náklady vytesat do náhrobního kamene věnování: Vysoce věhlasnému učiteli v dík za jeho velikou učenost a čistotu jeho života.
Castellio po sobě zanechal osm dětí ze dvou manželství. Jeho nejmladší syn Friedrich, kterému byl v době smrti jeho otce teprve jeden rok, se později stal profesorem rétoriky na basilejské univerzitě.
Castelliovo poslední dílo, hermeneutický spis De arte dubitandi et confidendi, ignorandi et sciendi („O umění pochybovati“), zůstalo nedokončeno. Castellio v něm na základě zdravého rozumu popírá věčnou řeč Boží, kterou lze rozpoznat smysly a rozumem, všudypřítomnost Boží, predestinaci a určenost vůle a zpochybňuje dogma trojjedinosti.

## Odkaz
Castelliovy ideály tolerance a náboženské svobody měly velký vliv jak na socinianismus a rané osvícenství, tak i na pietismus. Zvláště se na něho odvolávali remonstranti v Nizozemsku v 17. století. V této době dochází k soubornému vydání jeho děl a spisů (Gouda 1612). Kromě latinského překladu bible se především rozšířila kniha  Dialogi sacri, která byla v 17. a 18. století používána jako učebnice.

Historický význam Castellia byl znovu objeven koncem 19. století. Francouzský  bojovník za lidská práva a pozdější nositel Nobelovy ceny Ferdinand Buisson věnoval životu a dílu Sebastiana Castellia dvousvazkovou monografii. Rakouský spisovatel Stefan Zweig zpracoval Castelliův zápas s Kalvínem v románu, který vyšel roku 1936. Zweigovým románem se zabývá F. X. Šalda ve svém Zápisníku. Stefan Zweig podle Šaldy skoro objevil Castellia českému čtenáři.  V Zweigově románu se píše:
„Ale právě to, že Sebastian Castellio si byl od počátku vědom beznadějnosti svého zápasu a že se přesto, poslušen svědomí, do něho pustil, tohle svaté přesto a všemu navzdory proslavilo navždy tohoto „neznámého vojína“ jako hrdinu ve velké válce za osvobození lidstva; už pro tu odvahu, s jakou osamocený a jediný vášnivě protestoval proti světskému teroru, měl by Castelliův boj proti Kalvínovi zůstat pro každého člověka ducha pamětihodný.“
– Svědomí proti násilí – Castelliův zápas s Kalvínem

## Citát
„Hledat pravdu a říkat ji tak, jak si ji myslíme, to nemůže být nikdy zločin. Nikdo nemá být k žádnému přesvědčení donucován. Přesvědčení je svobodné.“
Sebastian Castellio, 1551

## Ocenění
- 30. května 2015 uctila obec Vandoeuvres u Ženevy 500. výročí Castelliova narození odhalením busty vytvořené Françoisem Bonnotem v předsálí kostela.  Castellio působil v tomto venkovském kostele v letech 1542 až 1545 jako kazatel.
- V Basileji vede z předměstí St. Alban 85 Castelliova stezka podél Rýna a po schodech ke kostelu St. Alban. Na bráně stezky byla z iniciativy spolku Basllejší občané pro pamětní desku Castellia umístěna bronzová pamětní deska s reliéfem Castelliovy busty a pozlaceným nápisem jeho výroku v latině, němčině, italštině a angličtině Zabít člověka, to nikdy neznamená hájit nějaké učení, nýbrž zabít člověka.

## Dílo (výběr)
- Dialogorum sacrorum libri quatuor. Ženeva 1542. Rozšířeno o příběhy Nového zákona, Basilej 1545. Četná další vydání.
- Biblia sacra latina, Basilej 1551.
- De haereticis, an sint persequendi, et omnino quomodo sit cum eis agendum, Luteri et Brentii, aliorumque multorum tum veterum tum recentiorum sententiae. Georg Rausch, Magdeburg [i.e. Basel] 1554.(doi:10.3931/e-rara-32986. Facsimile-Edition s úvodem od Sapeho van der Woude, Droz, Genf 1954). Francouzské vydání Tracté des hérétiques, a savoir, si on les doit persecuter. 1554.
- Contra Libellum Calvini in quo contendere conatur Haereticos jure gladij coercendos esse. Manuskript z roku 1554, vydáno tiskem [s. l.] 1562 [i. e. 1612], obsahuje také anonymní pravděpodobně Castelliův spis Historia de morte Serveti.
- La Bible translatée avec annotations. Basilej1555, doi:10.3931/e-rara-7524.
- Conseil à la France désolée, auquel est monstré la cause de la guerre présente et le remède qui y pourroit estre mis, et principalement est avisé si on doit forcer les consciences. [s. l.] 1562.
- De arte dubitandi et confidendi, ignorandi et sciendi (z pozůstalosti, nedokončené hlavní dílo).
- Dialogi quatuor, nedokončeno, 1578 vydáno Faustem Sozzinim, doi:10.3931/e-rara-32621; dotisk Gouda 1612 a Frankfurt 1696.

## Vydání textů
- Bruno Becker, Marius Valkhoff (Hrsg.): Sébastien Castellion: De l’impunité des hérétiques. De haereticis non puniendis. Droz, Genéve 1971 (kritické vydání)
- Wolfgang F. Stammler (Hrsg.): Das Manifest der Toleranz: Sebastian Castellio: Von Ketzern und ob man sie verfolgen soll / Stefan Zweig: Castellio gegen Calvin. Alcorde, Essen 2013, ISBN 978-3-939973-61-4 (Recenze: Volker Reinhardt: Ein Scheiterhaufen für aller Seelenheil. In: FAZ, 24. únor 2014, s. 28)
- Wolfgang F. Stammler, Uwe Plath (Hrsg.):Sébastien Castellion: Gegen Calvin. Contra libellum Calvini. Alcorde,Essen 2015, ISBN 978-3-939973-62-1
- Sébastien Castellion: De arte dubitandi et confidendi, ignorandi et sciendi. In: Reale Accademia d’Italia. Studi e documenti VII, Per la Storia Degli Eretici Italiani del Seculo XVI in Europa. Vydáno Elisabeth Feist Hirsch. 2., rozšířené vydání. Brill, Leiden 1981, ISBN 90-04-06344-7